# Dimitri Sinodinos
Dimitri Sinodinos (Laval, ...) è un giocatore di football americano canadese che gioca come quarterback per gli IBM Big Blue.
Ha giocato per la squadra universitaria canadese dei McGill Redmen, passando una preseason ai Montreal Alouettes. Nel 2023 ha firmato con i finlandesi Helsinki Roosters, per trasferirsi l'anno successivo in Giappone agli IBM Big Blue.